# Frigil de la Patagònia
El frigil de la Patagònia (Phrygilus patagonicus) és un ocell de la família dels tràupids (Thraupidae).

## Hàbitat i distribució
Habita zones arbustives amb densa vegetació de les terres baixes fins als 1800 m al centre i sud de Xile i sud-oest i sud de l'Argentina cap al sud fins a la Terra del Foc.